# Урожайне (Бухар-Жирауський район)
Урожа́йне (каз. Урожайное) — село у складі Бухар-Жирауського району Карагандинської області Казахстану. Входить до складу Центрального сільського округу.
Населення — 291 особа (2021; 421 у 2009, 482 у 1999, 493 у 1989).
Національний склад станом на 1989 рік:
- росіяни — 51 %.

Станом на 1989 рік село називалось Андренніковка, мало також назву Андренніково.